# Kralensnoer van Exloo
Het kralensnoer van Exloo is een kralensnoer uit de Nederlandse bronstijd dat in 1881 als depotvondst in het veen bij Exloërmond werd gevonden door J. Leutscher. Deze verkocht het sieraad aan het Drents Museum, alwaar het te bezichtigen is voor publiek. Een replica van de ketting was te zien in Museum Bebinghehoes in Exloo.
Naar schatting dateert het kralensnoer uit 1800-1100 v.chr.
Het kralensnoer bestaat uit veertien kralen van barnsteen, vijfentwintig van tin, vier van faience en een mogelijke sluiting van brons voorzien van drie gaatjes. Hierdoor stond het snoer lange tijd symbool voor de handel in de bronstijd. Het barnsteen zou afkomstig zijn uit het gebied rond de Oostzee, het tin uit Cornwall en de faience uit Egypte. Tegenwoordig wordt echter aangenomen dat het barnsteen ook aan de Nederlandse kust kan zijn geraapt en dat de faience uit Engeland afkomstig kan zijn.